# Syllepte angustimaculalis
Syllepte angustimaculalis là một loài bướm đêm trong họ Crambidae.